# Johannes Sachslehner

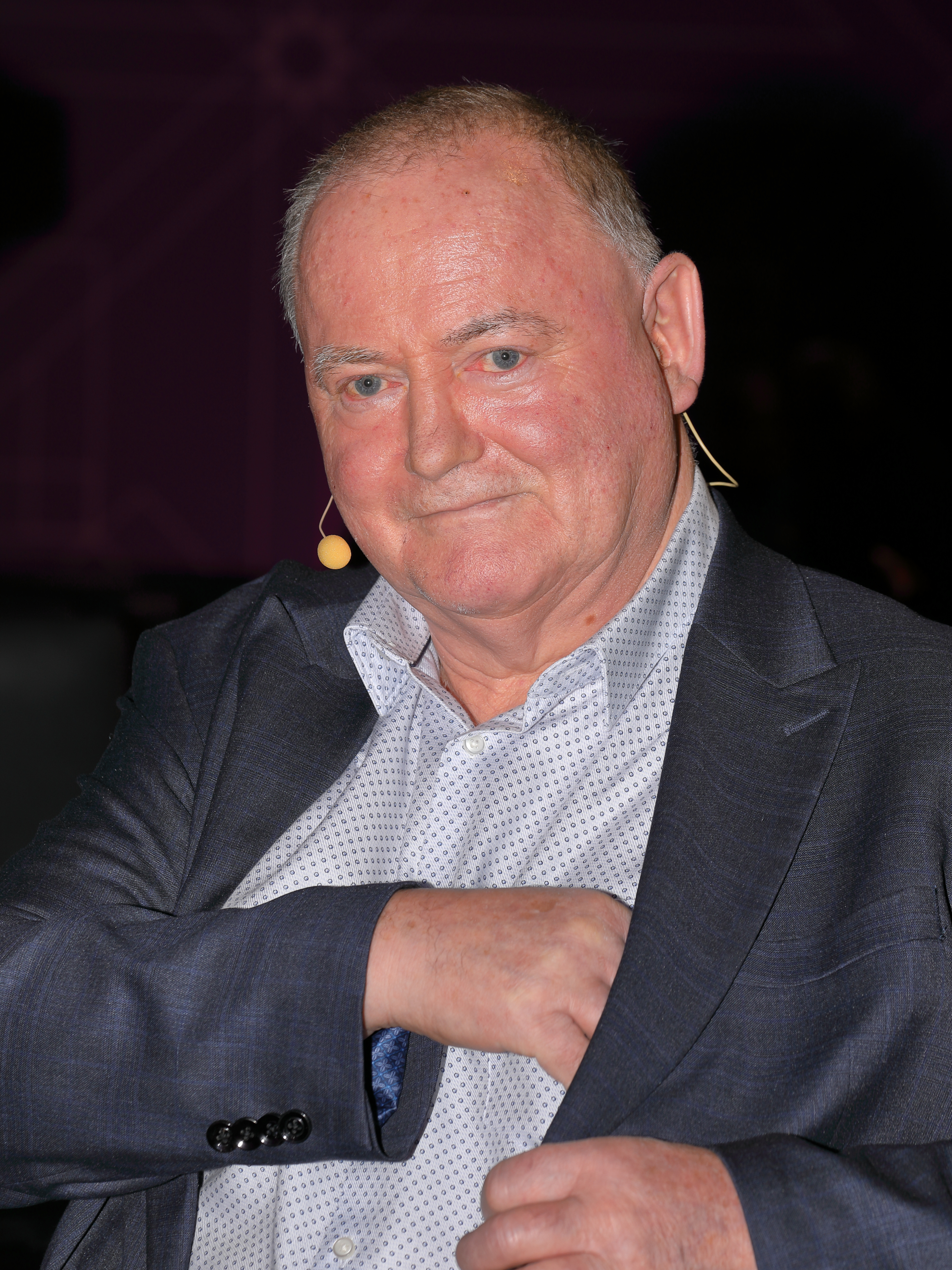
Johannes Sachslehner

Johannes Sachslehner (* 1957 in Scheibbs) ist ein österreichischer Historiker und Autor.

## Leben
Johannes Sachslehner studierte Germanistik und Geschichte an der Universität Wien, wo er 1982 mit einer Dissertation über Mirko Jelusich zum Dr. phil. promovierte. Von 1982 bis 1985 war er an der Jagiellonen-Universität in Krakau als Gastlektor für deutsche Sprache und Literatur tätig. Anschließend war er im Archiv- und Verlagswesen tätig. Seit 1989 ist er Verlagslektor.
Er ist Vater der ÖVP-Politikerin Laura Sachslehner.

## Publikationen (Auswahl)
- 1985: Führerwort und Führerblick: Mirko Jelusich, zur Strategie eines Bestsellerautors in den 30er Jahren, Hain, Königstein im Taunus 1985, ISBN 978-3-445-02350-6.
- 1998: Wien: Stadtgeschichte kompakt, Pichler Verlag, Wien 1998, ISBN 978-3-85058-154-7.
- 2003: Barock und Aufklärung, Pichler Verlag, Wien 2003, ISBN 978-3-85431-304-5.
- 2005: Der Infarkt: Österreich-Ungarn am 28. Oktober 1918, Pichler-Verlag, Wien 2005, ISBN 978-3-85431-372-4.
- 2006/2016: Wien: Geschichte einer Stadt, Styria Verlag, ISBN 978-3-85431-741-8.
- 2008: Napoleon in Wien: Fakten und Legenden, Pichler Verlag, ISBN 978-3854314615.
- 2010/2016: Schicksalsorte Österreichs, Styria Verlag, ISBN 978-3-222-13539-2.
- 2013: Der Henker: Leben und Taten des SS-Hauptsturmführers Amon Leopold Göth, Styria Verlag, ISBN 978-3-222-13416-6.
- 2013: Unterirdisches Österreich: Vergessene Stollen – Geheime Projekte, mit Fotos von Robert Bouchal, Styria Verlag, ISBN 978-3-222-13390-9.
- 2013: Kärnten: Land zwischen Bergen und Seen, mit Fotos von Gerhard Trumler, Styria Verlag, ISBN 978-3-7012-0139-6.
- 2013: 365 Schicksalstage: Ereignisse, die Österreich bewegten, Styria Verlag, ISBN 978-3-222-13417-3.
- 2014: 1918: Die Stunden des Untergangs, Styria Verlag, ISBN 978-3-222-13435-7.
- 2014: Zwei Millionen ham'ma erledigt: Odilo Globocnik – Hitlers Manager des Todes, Styria Verlag, ISBN 978-3-222-13449-4.
- 2015: Wien anno 1683: Ein europäisches Schicksalsjahr, Styria Verlag, ISBN 978-3-85431-694-7.
- 2015: Alle, alle will ich: Arthur Schnitzler und seine süßen Wiener Mädel, Styria Verlag, ISBN 978-3-222-13505-7.
- 2015: Angriff auf Wien: Das Kriegsende 1945, gemeinsam mit Robert Bouchal, Styria Verlag, ISBN 978-3-222-13491-3.
- 2016: Spinner. Schelme. Scharlatane: Porträts aus dem Wiener Narrenkastl, Styria Verlag, ISBN 978-3-222-13536-1.
- 2016: Wien streng geheim! Verborgene Orte – Vergessene Welten, gemeinsam Robert Bouchal, Styria Verlag, ISBN 978-3-85431-732-6.
- 2016: Abbazia: K.u.k. Sehnsuchtsort an der Adria, Kral Verlag, Berndorf, ISBN 978-3-99024-456-2.
- 2016: Bad Ischl: K.u.k. Sehnsuchtsort im Salzkammergut, Kral Verlag, Berndorf, ISBN 978-3-99024-455-5.
- 2016: Magischer Wienerwald: Faszinierende Orte – Verborgene Plätze, gemeinsam mit Robert Bouchal, Styria Verlag, ISBN 978-3-85431-729-6.
- 2017: Das nationalsozialistische Wien: Orte – Täter – Opfer, gemeinsam mit Robert Bouchal, Styria Verlag, ISBN 978-3-222-15002-9.
- 2017: Rosen für den Mörder: die zwei Leben des NS-Täters Franz Murer, Molden/Styria Verlag, ISBN 978-3-222-15006-7.
- 2018: Odilo Globocnik. Hitlers Manager des Todes. Molden Verlag, ISBN 978-3-222-15020-3.
- 2018: Streng geheim! Lost Places rund um Wien, gemeinsam mit Robert Bouchal, Styria Verlag, ISBN 978-3-222-13602-3.
- 2019: Verschlossen: die verborgene Welt der Adelssitze rund um Wien, gemeinsam mit Robert Bouchal, Styria Verlag, ISBN 978-3-222-13622-1.
- 2019: Hitlers Mann im Vatikan. Bischof Alois Hudal. Ein dunkles Kapitel in der Geschichte der Kirche. Molden Verlag, Wien-Graz 2019, ISBN 978-3-222-15040-1. Kritische Rezension von Dirk Schuster online.
- 2020: Dunkles Wien: Orte des Schreckens und des Verbrechens, gemeinsam mit Robert Bouchal, Styria Verlag, ISBN 978-3-222-13653-5.
- 2021: Wien: Biografie einer vielfältigen Stadt, Molden/Styria, Wien 2021, ISBN 978-3-222-15073-9[4]
- 2021: Still, still, still: Weihnachten wie damals. Geschichten, Brauchtum und Rezepte rund um die schönste Zeit des Jahres, gemeinsam mit Ingrid Pernkopf, Styria, Wien 2021, ISBN 978-3-222-13683-2
- 2023: Wiener Villen und ihre Geheimnisse, gemeinsam mit Robert Bouchal, Styria Verlag, ISBN 978-3-222-13716-7.
- 2024: Wiener Hotels und ihre Geheimnisse, Styria Verlag, ISBN 978-3-222-13737-2.[5]

## Filmografie (Auswahl)
- 2014: Universum History – Prinz Eugen und das Osmanische Reich (Dokumentation)
- 2015: Geheimnisvolle Stadt (Dokumentation)
- 2016: Wien – Stadt der Liebe (Dokumentation)
- 2017: Erbe Österreich – Die Adria der Habsburger (Dokumentation)
- 2017: Erbe Österreich – Wien – Stadt der Sagen (Dokumentation)

## Hörbuch
- 2012: Landkarten der Erinnerung, gemeinsam mit Ingrid Autengruber und Peter Autengruber